# Baron Noel-Buxton

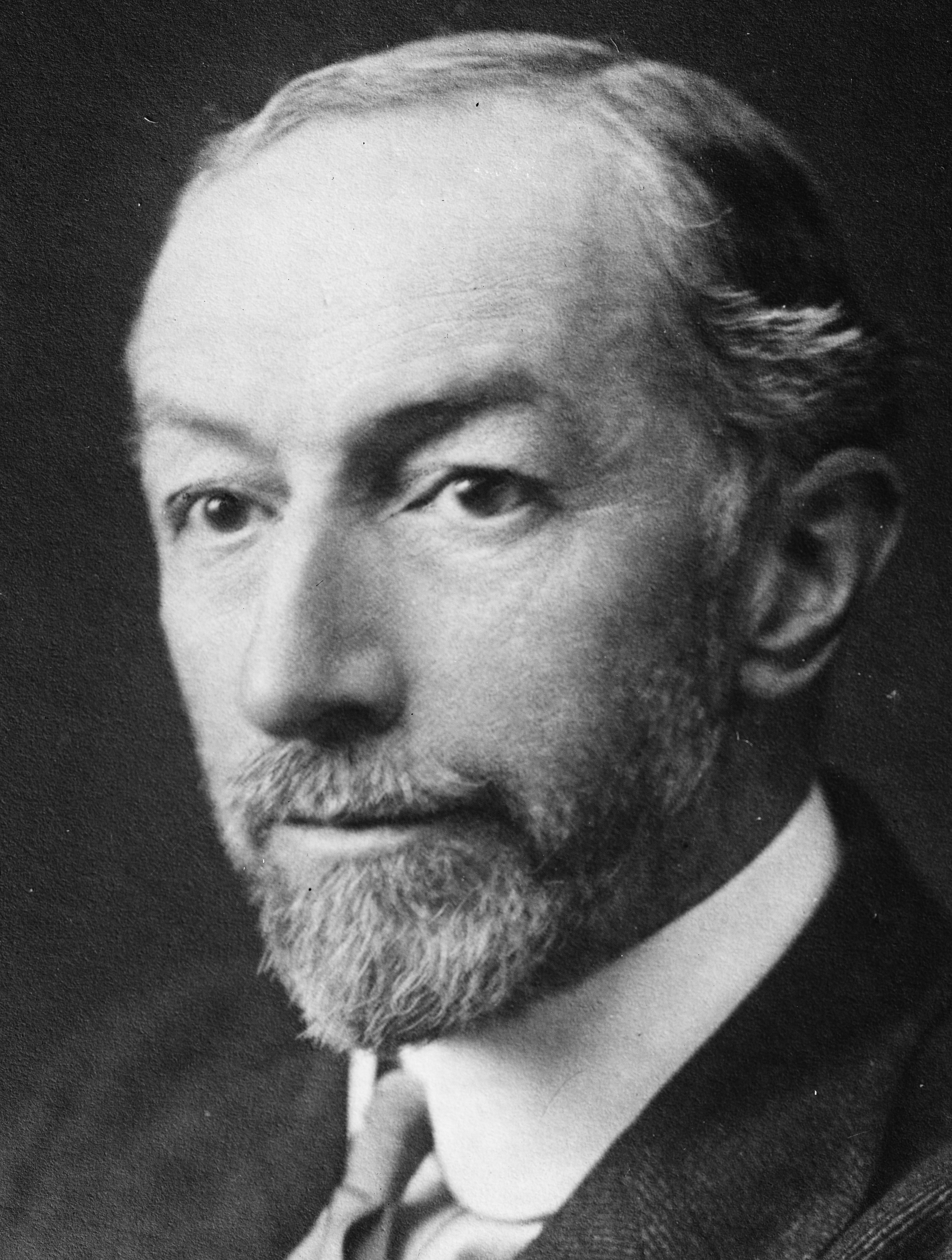
Noel Noel-Buxton, 1. Baron Noel-Buxton

Baron Noel-Buxton, of Aylsham in the County of Norfolk, ist ein erblicher britischer Adelstitel in der Peerage of the United Kingdom. 

## Verleihung
Der Titel wurde am 17. Juni 1930 für den liberalen Politiker Noel Edward Noel-Buxton geschaffen. Dieser war über viele Jahre Mitglied des House of Commons und in den beiden Regierungen Ramsay MacDonald, in 1924 und zwischen 1929 und 1930, auch Minister für Landwirtschaft und Fischerei gewesen. 1915 veröffentlichte er mit seinem Bruder Charles Roden das Buch The War and the Balkans.
Er war der zweite Sohn von Sir Thomas Buxton, 3. Baronet. Der jeweilige Baron steht daher auch in der Erbfolge für die Würde eines Baronets, of Belfield.

## Liste der Barone Noel-Buxton (1930)
- Noel Edward Noel-Buxton, 1. Baron Noel-Buxton (1869–1948)
- Rufus Alexander Buxton, 2. Baron Noel-Buxton (1917–1980)
- Martin Connal Noel-Buxton, 3. Baron Noel-Buxton (1940–2013)
- Charles Connal Noel-Buxton, 4. Baron Noel-Buxton (* 1975)

Mutmaßlicher Titelerbe (Heir Presumptive) ist der Onkel des jetzigen Barons, Hon. Simon Campden Noel-Buxton (* 1945).